# Duplín
Duplín es un municipio del distrito de Stropkov en la región de Prešov, Eslovaquia, con una población estimada a final del año 2024 de 514 habitantes.
Se encuentra ubicado al noreste de la región, cerca del río Ondava (cuenca hidrográfica del río Tisza) y de la frontera con  Polonia.

## Demografía
| Año        | 1994 | 2004    | 2014     | 2024    |
| ---------- | ---- | ------- | -------- | ------- |
| Población  | 494  | 452     | 531      | 514     |
| Diferencia |      | −8,50 % | +17,47 % | −3,20 % |

| Año        | 2023 | 2024    |
| ---------- | ---- | ------- |
| Población  | 506  | 514     |
| Diferencia |      | +1,58 % |